# 잔루카 베치나
잔루카 베치나(이탈리아어: Gianluca Bezzina, 1989년 9월 9일 ~ )는 몰타의 의사, 가수이다. 유로비전 송 콘테스트 2013에 참가하여 상당한 주목을 끌었다.

## 생애
몰타의 렌디에서 7남매 중의 셋째로 태어나, 7살 때 아코디언을 배우면서 음악가로서의 경력을 시작했다. 이 시기에 몰타 소년 성가대에 입단하여 성가대원으로도 활동했다. 2013년에는 스웨덴의 말뫼에서 개최된 유로비전 송 콘테스트 2013에 몰타 대표로 참가하여 유명세를 얻었고, 이 경력을 바탕으로 같은 해에 펑크 이니셔티브라는 팝 밴드를 경성하여 활동하였다. 또한 가족들과 함께 베치나 가족이라는 그룹을 결성하여 활동하기도 했다. 2015년에 있었던 유로비전 송 콘테스트 2015 때는 몰타 지역 예선에 출전하였으나, 준결승전에서 탈락하였다.